# “隠れビッチ”やってました。
『“隠れビッチ”やってました。』（かくれビッチやってました）は、あらいぴろよによる日本の漫画作品。2016年9月20日に光文社から刊行。2019年に実写映画化。

## 概要
あらいぴろよ自身の20歳頃から10年間の恋愛模様をつづったコミックエッセイ。本作では「ビッチ」を 「男を翻弄する女性」 と定義づけ、その実体を周囲に知られずに活動するものを「隠れビッチ」と位置付ける。周囲に知られるのを拒むため恋愛関係直前で相手を振り、肉体関係も結ばない。清純派の皮をかぶった「ちやほやされるのが生きがいのくず女」である。
原作漫画は2016年9月20日に刊行。2019年に映画化が発表。原作と映画作品では一部設定、登場人物像が異なる。

## あらすじ
幼いころ父親に性的虐待を受けたあらいぴろよは、自己肯定感を満たすために男性の好意を集めることを快感としていた。周囲に本心を隠し、男性好みの清純を演じる彼女の目的は、恋愛を楽しむことでも、肉体的な快楽でもなく、他人からの好意を収集して自分を満たすこと。しかし別れられない人と出会い、次第に男性たちを傷つけていること、自分は自分でしか生きられないことに気づく。

## 登場人物

### 主要登場人物
あらいぴろよ
本作の主人公。特技は猫だまし。
あや
ぴろよの友人。得意技は大しゅきホールド。
てんちゃん
ぴろよの同居人。レズビアン。
コジ
ぴろよの同居人。ゲイ。
イオ
ぴろよの女友達。
三沢さん
夢追い三銃士。
モリシー
夢追い三銃士。
太一
知人のゲス男。
安藤
美容師。

## 実写映画
同名漫画作品を、三木康一郎監督により実写映画化。見た目は清楚だが思わせぶりな言動で男を翻弄する「隠れビッチ」な女性の恋模様を描く。主演を務める佐久間由衣は映画初主演作。

### キャスト (映画)
荒井ひろみ
演 - 佐久間由衣
原作におけるぴろよ。とにかく男にちやほやされたい清純風隠れビッチ。
しかし身体の関係は持たず、相手に告白された時点で彼女の目的は達成されるため、毎度上手い断り文句でかわしている。
極度の酒乱且つ我儘な本性を隠し男を弄んでいるが、半ば強引にタクシーに連れ込まれるなど酷い目に遭うこともある。
デパートのケーキ売り場で働いているが、内心ではイラストレーターへの夢を捨てきれずにいる。
小島晃
演 - 村上虹郎
原作におけるコジ。ゲイからバイセクシャルに設定変更されている。
ひろみ、あやと一軒家でルームシェアをしており、二人にはいつも手料理を振る舞っている。
異性に依存しがちな彼女たちを見かねて優しくアドバイスするが、時には激しい喧嘩を止めるため水をぶっかけることもある。
木村彩
演 - 大後寿々花
原作におけるあや。てんちゃんの役割も一部引き受ける。ひろみとこじと同居している。
一見強気で大人びた雰囲気だが自分に自信がなく、恋愛下手なためすぐに異性と身体の関係をもってしまう。
ひろみとはお互い同族嫌悪もあり喧嘩が絶えず、こじが仲裁に入ることもしばしば。"隠れビッチ"の名付け親。
安藤剛
演 - 小関裕太
ひろみと同じデパートで働く美容師志望の自然体男子。バイクが趣味で常に金欠だが、飾らない性格でひろみの心を癒す。
三沢光昭
演 - 森山未來
ひろみの職場の上司。気弱で控えめな性格だが、ひろみのことを何かと気にかけ助言をしている。
廃棄処分となるケーキを見つめ可哀想だと嘆く彼女に、他の店舗の余った食材と交換したらどうかと提案した。
川田利光
演 - 前野朋哉
一途なバツイチ。
永田裕志
演 - 片桐仁
IT企業勤務の肉食男子。
小橋健太
演 - 前川泰之
包容力あるエリート系。
坂口征二
演 - 栁俊太郎
単純文化系。
船木誠勝
演 - 戸塚純貴
まじめすぎる草食系。
田上明
演 - 笠松将
彩の片思い相手でありセフレ。彼女たちの家を訪れた際にはひろみが部屋に怒鳴り込み、邪魔されていた。
秋山準
演 - 田中偉登
コジの彼氏。
森島
演 - 岩井拳士朗
三沢の部下。原作におけるモリシー。
ひろみの上司
演 - 山本浩司
転勤先の上司。
荒井涼子
演 - 渡辺真起子
ひろみの母親。夫からは経済的、精神的に支配されておりDVに耐えながら苦労して彼女を育てた。
荒井雄二
演 - 光石研
ひろみの父親。気に入らないことがあると家族に暴力を振るっていたため、ひろみからは心底恨まれている。

### スタッフ(映画)
- 監督・脚本 - 三木康一郎
- 原作 - あらいぴろよ『“隠れビッチ”やってました。』（光文社刊）
- 製作総指揮 - 木下直哉
- 企画 - 黒澤満
- プロデューサー - 大黒友里恵、椎井友紀子
- 音楽プロデューサー - 津島玄一
- ラインプロデュ-サー - 望月政雄
- 撮影 - 板倉陽子
- 照明 - 杉本周士
- 録音 - 原川慎平
- 美術 - 花谷秀文
- 装飾 - 西尾共未
- 衣装 - 小松千鶴
- へアメイク - 千葉万理子
- 編集 - 蛭田智子
- 音楽 - 小山絵里奈
- 主題歌 - Kitri「さよなら、涙目」（日本コロムビア・BETTER DAYS）
- 助監督 - 小野寺昭洋
- スクリプター - 丹羽春乃
- 企画協力 - 柏原寛司、中野剛、長田真幸、東映ビデオ
- 配給 - キノフィルムズ/木下グループ
- 制作プロダクション - プロダクション・キノ
- 制作協力 - セントラル・アーツ
- 製作 - 木下グループ